# Жест

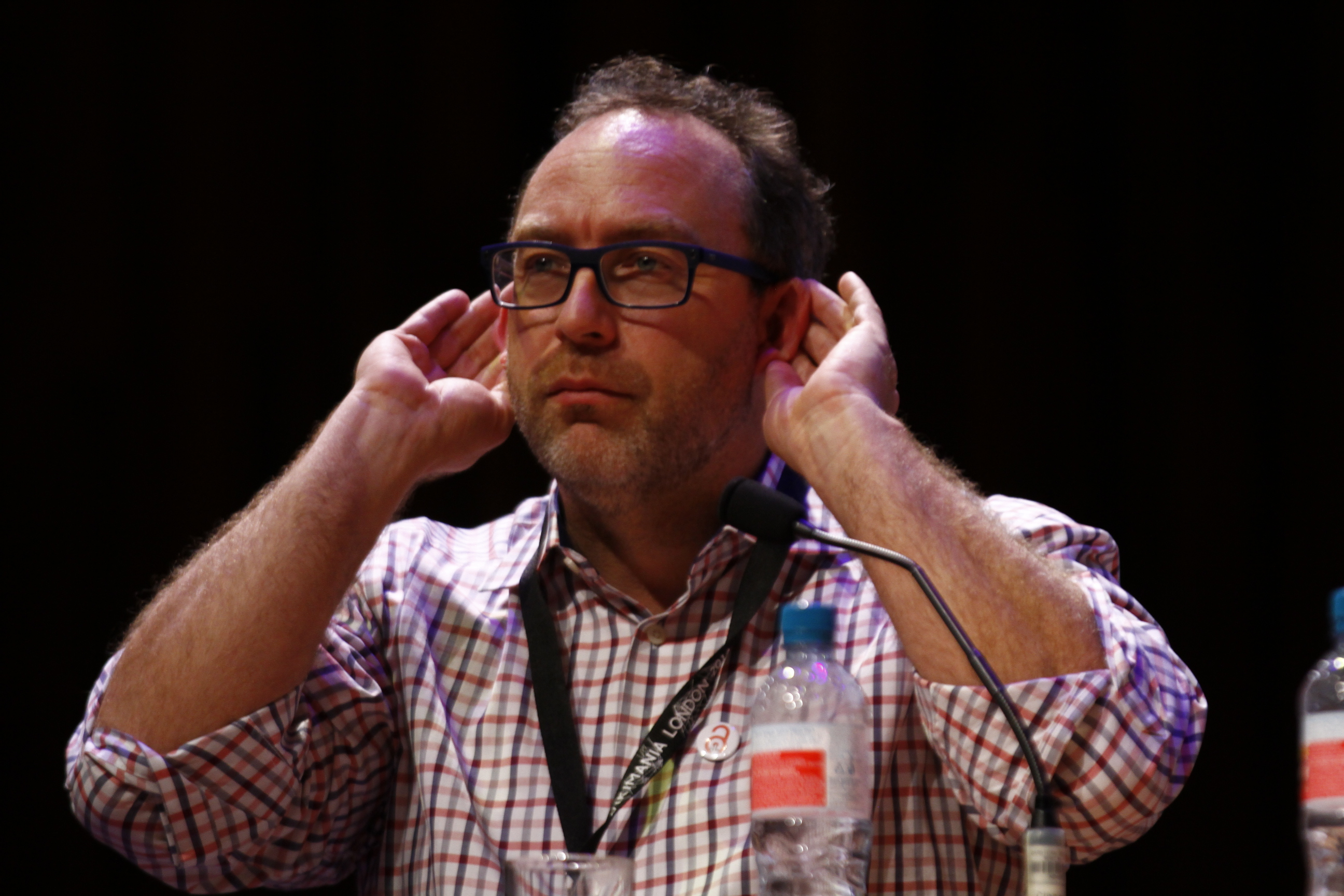
Жест зі значенням «я вас не чую, говоріть гучніше!»

Жест — рух (дія) для вираження емоції чи інформації замість розмови, або під час розмови. Дія або рух людського тіла або його частини, що має певне значення або сенс, тобто є мовним знаком або символом.
Мова жестів багата на способи вираження людьми найрізноманітніших емоцій і значень, наприклад, образи, ворожості, дружелюбності або схвалення по відношенню до інших. Більшість людей використовують при розмові жести і мову тіла на додаток до слів. Багато жестів використовуються людьми підсвідомо. Вважається, що деякі етнічні групи використовують жести частіше інших, і культурно прийнятний обсяг жестикуляції різниться від одного місця до іншого.

## Структура жестів
Серед жестів виділяють
- Регулівні жести, такі, як кивки, зміни поз, які позначають початок і кінець комунікації і зазвичай збігаються з синтаксичними паузами;
- Пошукові жести також передують вербальному повідомленням. Вони допомагають передбачати ще невисловлені думка, виконуючи, таким чином, що прогнозує функцію;
- Ілюстративні жести, такі, як жестові наголоси (англ. batons), дейктичні маркери (англ. pointers).

### Класифікація жестів
У науковій літературі існують різні підходи щодо виокремлення різних типів жестів.

#### Умовні та безумовні жести
Умовні жести — це жести, що використовуються певними народами, соціальними чи професійними групами (віддавання честі у військових; кивання головою в українців — «так», у болгар — «ні» тощо).
Безумовні жести — це жести, що сприймають усі без попередніх пояснень. Серед них виокремлюють:
1. указівні жести, під час виконання яких людина показує рукою місцезнаходження предмета («там», «тут»);
2. описові жести, які зображують характер руху (вимовив «кавун» — і описав рукою коло);
3. експресивні жести (жест погрози);
4. ритмічні жести зливаються з ритмікою звука, слова, підкреслюють весь його ритм (жест-диригент під час скандування слів);
5. жести наслідування, які відображають жести іншої людини («Він зробив головою ось так і сказав…»)[1].

#### Знакові та незнакові жести (їх виділяють за роллю в комунікації)
Знакові жести безпосередньо пов'язані з передачею інформації і мають план змісту, виділяють жести:
- вказівні, функція яких полягає в тому, щоб виділити якусь частину простору навколо мовця;
- образотворчі (іконографічні), які завжди мають реальний прототип, особливості якого намагається передати той, хто жестикулює;
- символічні, що звичайно мають абстрактний зміст, вони лише традиційно приписуються певному жесту і тому розуміються в межах одного колективу (у загальному випадку — в національних межах). Добре ілюструє різницю між образотворчим і символічним жестами різниця між піктографічним та ідеографічним письмом: жест образотворчий — піктограма, жест символічний — ієрогліф.

До незнакових жестів відносять:
- ритмічні. Ритм висловлювання в розмовному мовленні — це рівномірне чергування прискорення й уповільнення, що створюється та підкреслюється повторенням однотипної інтонеми й одночасно того самого жесту в одних випадках та переключенням на новий тип інтонеми і, відповідно, новий тип жесту — в інших.
- емоційні — жести суто індивідуальні, користування ними багато в чому залежить від навичок і темпераменту мовця. Емоційний жест «читається» відповідно до міміки особи й інтонації мовлення.

## Функції жестів
Жест здатний:
- повторювати або дублювати мовну інформацію;
- суперечити мовному висловом;
- заміщати мовленнєве висловлювання;
- посилювати значення частини тексту і ритму мови;
- доповнювати мова в смисловому плані;
- регулювати мовну поведінку[2]

### Культурна зумовленість жестів
Із давніх-давен люди вірили в магічну силу руки. В архаїчну добу оформилися основні бінарні опозиції, серед яких «праве — ліве». Зокрема, праве символізувало правильні дії, правду, а ліве — навпаки. Відтак, у деяких народів більші функції пов'язували з правою рукою. У мусульман права рука вважається чистою, тому нею прийнято вітати гостей, брати їжу; монголи нею приймали й дарували подарунки, віддавали що-небудь. Не менш символічного значення набували й рухи пальців. Згадаймо поширений фразеологізм: «пояснювати на пальцях», що означає робити матеріал максимально доступним для публіки. Пальцеві жести покладено в основу так званої дактильної мови для глухонімих — пальцевої комбінації, якій відповідає буква певної мови. Так, римські цифри — це спрощена схема всіх п'яти пальців. Наприклад, ліва сторона цифри V асоціюється з великим відставленим пальцем, а права — з іншими чотирма; Х — це дві п'ятерні, схематично протиставлені по вертикальній осі симетрії . Жести пальців можуть стати посередниками між людьми, які спілкуються різними національними мовами. Зокрема, значення жестів, що зображають дії — пити, їсти, палити, стріляти — зрозумілі абсолютно всім людям. Проте інколи в один і той самий жест представники різних культур укладають різне значення:
1. піднятий догори великий палець в Америці, Австралії, Англії та Новій Зеландії може означати спробу зупинити машину і «все добре»; у Греції — «замовчи»; в італійців — цифру «1»;
2. поворот указівного пальця біля скроні в Голландії — хтось сказав дотепну фразу; у слов'ян — про людину, яка несповна розуму;
3. стукіт указівним пальцем по носі в Італії — недовіра; в голландців — мовець або той, про кого говорять, — напідпитку;
4. складені півколом великий і вказівний пальці у США — «все добре»; на півдні Франції — «погано», «нуль»; у Японії — «дай небагато грошей»[4].

### Соціальна значущість жестів
Психологічні дослідження свідчать, що до 40 % інформації належить жестам та міміці. Від знання суб'єктами різних нюансів невербального спілкування може залежати успішність результатів.
Хоча наукових досліджень жестів ще недостатньо, деякі широкі категорії жестів були визначені та проаналізовані дослідниками. Найвідомішими є символічні, так звані емблеми або жести цитування. Це звичайні, культурно-специфічні жести, які можуть бути використані як заміна для слова, такі як рукостискання, що використовується для «привіт» і «до побачення». Один і той же символічний жест може мати дуже різне значення в різних культурних контекстах.
Інша широка категорія жестів включає ті жести, що ми використовуємо спонтанно під час мовлення. Ці жести тісно координується з промовою. Такі жести використовуються в поєднанні з промовою з метою зекономити час, щоб підкреслити певні слова чи фрази.
Дослідження підтверджують, що існує тісний зв'язок між типами жестів і мовним розвитком. Маленькі діти у віці до двох років переважно, покладаються на указівні жести для позначення об'єктів, назв яких вони не знають. Після того, як діти навчилися говорити, вони уникають цих жестів.
Жести відіграють важливу роль у бізнесі. Правильна мова тіла та етикет у ділових відносинах може мати вирішальне значення для успіху. Однак, жести можуть мати різні значення в залежності від країни, культури та традицій різних народів.
Жести є важливою частиною повсякденної мови, вони всюдисущі. Крім того, коли люди використовують жести, що виражають певні загальні фонові знання. Ми використовуємо подібні жести, коли йдеться про конкретні дії, наприклад, жест пити з чашки.
Жести відіграють центральну роль в релігійних чи духовних ритуалах, таких як християнський знак хреста. В індуїзмі та буддизмі, мудра (санскр, буквально «печатка») є символічним жестом, що робиться рукою або пальцями.
Рух жестів сьогодні використовується у процесі взаємодії людини з різними технологіями, такими, як комп'ютерні. Сучасні сенсорні (або мультитач) технології здатні до фізичного виявлення руху (жестів пальців) та його візуального захоплення.

## Вивчення жестів
Жести вивчалися протягом кількох століть із різних точок зору. Ще за античних часів жести вважалися одним із важливіших складників риторичної мови, а їх правильне використання — засобом успіху оратора. Жестам приділено суттєву увагу в працях давньогрецьких філософів: Демосфена, Сократа, Платона, Аристотеля. За часів Римської імперії, в період бурхливого політичного життя, коли державні закони обговорювались всенародно, а в сенаті точились дебати, найінтенсивніше розвивається політичне красномовство. Давньоримські філософи, політики та оратори, як то: Цицерон, Сенека, Квінтіліан та інші, виокремили характерні особливості раннього римського ораторського мистецтва, у якому жест посідав важливе місце.
У Середньовіччі продовжувалося вивчення жестів. Так 1644 року Джон Бульвер проаналізував десятки жестів та умови їх використання й опублікував керівництво щодо використання жестів з метою підвищення рівня красномовства та розуміння публічних виступів. 1832 р. Андреа де Джоріо опублікував докладний звіт про експресію жестів.
Вважається, що мова походить від ручних жестів. Перша «теорія жестів» належить філософу 18-го століття і священику, абату де Кондильяку. Ця теорія була відроджена 1973 року американським дослідником історії походження мови Гордоном У. Г'юзом. Згідно з його гіпотезою звуковій мові людей передувала жестова мова, яка почала спонтанно виникати 3 млн років до н. е. Потім жестова мова стала доповнюватися мовою з 20-40 звуків. Лише за 100 тис. років до н. е. мова звуків остаточно витіснила жестову мову. Посилено розвиватися звукова мова почала лише останні 100 — 40 тис. років до н. е.

## Обробка жестів у головному мозку
Те, що розпізнавання мови і письмових символів відбувається в одних і тих же відділах головного мозку, вченим уже давно відомо, оскільки обидва способи спілкування між людьми підкоряються певним правилам граматики та мають притаманний їм один і той же словниковий запас.
Сучасні дослідження, що проводилися вченими з Національного інституту глухоти та інших комунікативних порушень США, мали на меті — з'ясувати, як певні частки мозку пов'язані з обробкою жестів людей, не пов'язаних безпосередньо з мовою, проте несуть в собі сенс цілком зрозумілий кожному і без необхідності переводити його на мову слів і букв. Було використано два типи жестів — пантоміми, за допомогою яких люди імітують об'єкти або дії, і жести, що емоційно й абстрактно символізують послання, якими люди обмінюються при спілкуванні. Вчені з'ясували, жести людей, як і вимовлені слова або написані символи, обробляються одними і тими ж відділами мозку — лівою нижньою лобовою звивиною (зона Брока) і задньою середньою скроневою звивиною, задньою верхньою скроневою борозною і верхньою скроневою звивиною (область Верніке). Це може вказувати на еволюційні передумови виникнення мови і мови у предків людини. Оскільки ці відділи головного мозку давно були відомі вченим як мовні центри, що зайняті в розпізнаванні слів та підборі до них найбільш підходящих значень з наявного в мозку запасу. Сьогодні же науковці вважають, що ці області мозку відповідають за виявлення значення будь-якого нового отриманого знака. Якщо ця теорія справедлива, то наші сучасні мовні центри, на думку доктора Аллена Брауна, — продукт еволюції цих часток мозку, здатних обробляти значення як слів, так і жестів.

## Жести рук
У спілкуванні найпоширенішими є жести, що пов'язані з рухами за участі рук. Їх нараховують понад дві тисячі. Під час будь-якого виступу цілком природно виглядає жест руки від ліктя, що відповідає логічному наголосу й добре сприймається публікою. Жестом руки від плеча можна послуговуватися в момент найбільшого емоційного піднесення. Найуживанішими жестами рук є такі:
1. руки, закладені за спину, — відмова від предметної активності;
2. показ долонь — символ відкритості;
3. пальці, стиснуті в кулак, — агресивний жест;
4. руки, схрещені на грудях, — прояв захисту;
5. закриття вух руками — небажання слухати;
6. руки на колінах — прагнення припинити бесіду;
7. рука біля щоки — поринання в роздуми.